# Dragon Quest : La Quête de Daï
Cet article concerne le manga Fly. Pour les autres acceptions du mot fly, voir Fly.
Dragon Quest : La Quête de Daï (DRAGON QUEST ダイの大冒険, Doragon Kuesuto: Dai no Daibōken, littéralement, Dragon Quest : La Grande Aventure de Dai) est un shōnen manga de Kōji Inada et Riku Sanjō, librement inspiré de la série de jeux vidéo Dragon Quest sous la supervision de Yūji Horii, créateur de la série. Il est prépublié entre 1989 et 1996 dans le magazine Weekly Shōnen Jump puis compilé en 37 volumes reliés par l'éditeur Shūeisha. La version française est tout d'abord publié aux éditions J'ai lu sous le titre de Fly. L'éditeur ayant arrêté son activité manga en 2006, Tonkam a racheté les droits de la série auprès de Shūeisha et commencé une réédition début 2007 reprenant les noms originaux. Une nouvelle édition sous le titre The Adventure of Daï est publiée depuis mars 2022 par Delcourt/Tonkam.
Le manga a connu une adaptation animée partielle de 46 épisodes, connue sous le titre Fly en France, réalisée par Tōei animation et diffusée entre octobre 1991 et septembre 1992 sur TBS mais ne couvre que les neuf premiers volumes du manga et une partie du tome 10. Trois films ont aussi été produits entre 1992 et 1996 en vue de poursuivre la série. Le dessin animé s'est vu diffusé en France à partir de septembre 1994 sur TF1 dans le Club Dorothée, puis sur Mangas et AB1. Une nouvelle adaptation couvrant cette fois-ci l'intégralité du manga est diffusée entre octobre 2020 et octobre 2022.
Un préquel est prépublié dans le magazine V Jump depuis le 19 septembre 2020. Intitulé Dragon Quest - The Adventure of Daï: The Hero Avan and the Dark Lord of Hellfire (lit. Dragon Quest : La Quête de Daï - Le héros Avan et le seigneur du mal aux flammes infernales), il est scénarisé par Riku Sanjo tandis que Yusaku Shibata prend la place de Koji Inada en tant que dessinateur,. Le premier tome relié est sorti le 4 mars 2021 au Japon. Une série dérivée intitulée Cross Blade est publiée depuis octobre 2020.

## Synopsis
Il y a 15 ans, Hadlar, le Roi du Mal, qui terrorisait le monde avec ses hordes de monstres, a été vaincu par un grand héros. Libérés de ses maléfices, les monstres ont recommencé à vivre discrètement sur une petite île des mers du Sud, l'île de Dermline.
C'est sur cette île que Daï a été élevé, par son grand-père adoptif Brass. Daï est un jeune garçon de 12 ans qui rêve de devenir un héros et de protéger l'île, alors que son grand-père, un sage incube d'environ 180 ans, veut à tout prix qu'il soit mage. Mais Daï n'est pas doué pour la magie.
Malheureusement, le Roi du Mal ressuscite, grâce à l'empereur du Mal, et recommence à semer la terreur dans le monde. Daï est alors formé aux techniques de combat par maître Avan, en vue de défaire le Dieu du Mal. Mais alors que son entraînement est à peine entamé, Avan se sacrifie pour sauver ses disciples de Hadlar, le Roi du Mal.
C'est pour venger sa mémoire que Daï se battra, aidé par ses amis, Pop, Maam, et d'autres. Ainsi commence la quête de Daï.

## Personnages
Note : certains personnages peuvent apparaître dans plusieurs catégories. De plus certains noms japonais ont été plus ou moins déformés dans l'adaptation française. Ainsi, マァム (Maam) devient Fuam, ザボエラ (Zaboera) devient Saboera. La version française de l'anime s'est montrée assez chaotique, surtout avec les noms des généraux ennemis qui pouvaient changer au cours de la série ; ainsi Myst s'est d'abord fait appeler "Falkan" avant d'être Ventor... et son vrai nom d'origine, Myst-Vearn, a même été prononcé une fois vers la fin sous la forme "Myst-Burn".
Les différentes variations, quand elles existent, apparaissent dans cet ordre : manga VF / anime VF / manga VO.

### Partisans de la justice

#### Les cinq disciples d'Aban
- Fly / Fly / Dai (ダイ, dai)
- Poppu / Pop / Popp (ポップ, poppu)
- Fuam / Sam / Maam (マァム, maamu)
- Léona / Leona (レオナ, reona)
- Hyunkel / Henki / Hyunckel (ヒュンケル, hyunkeru)

#### Les anciens héros
- Aban / Ivan / Avan (アバン・デ・ジニュアールⅢ世, aban)
- Roka / Loca (ロカ, roka)
- Leyla (レイラ, reira)
- Matorif / Matoriv (マトリフ, matorifu)
- Brokin / Brokina / Brokeena (ブロキーナ, burokīna)

#### Les nouveaux alliés
- Krokodin / Crocodine / Crocodine (クロコダイン, kurokodain)
- Hyunkel / Henki / Hyunckel (ヒュンケル, hyunkeru)
- Rafaruto / Larhalt (ラーハルト, rāharuto)
- Hym (ヒム, himu)
- Ron Berku / Lon Berk (ロン・ベルク, ron beruku)

#### La nouvelle armée du Roi des carnassiers
- Chiu (チウ, chiu) : le nouveau Roi des carnassiers
- Papi / Papy (パピィ) : soldat no 1
- Gome / Gomé (ゴメちゃん, gomechan) : soldat no 2
- Sailor / Maribei / Marinette (まりべえ, maribē) : soldat no 3
- Aribā / Aribaba / Fourmidable (アリババ, aribaba) : soldat no 4
- Doruyasu / Doryasu / Poulpy (ドルやす, doruyasu) : soldat no 5
- Ramita / Lapinou (らみた, ramita) : soldat no 6
- Donadona / Vampi-vampi (ドナドナ, donadona) : soldat no 7
- Kumacha / Nounours (くまちゃ, kumacha) : soldat no 8
- Batako / Grigrillon (ばたこ, batako) : soldat no 9
- Daigo / Grenouilleau (だいご, daigo) : soldat no 10
- Beast (ビーストくん, bīsutokun) : soldat no 11
- Petit Hym / Hym-chan / Hymounet (ヒムちゃん, himuchan) : soldat no 12

#### Les huit finalistes du Grand Tournoi de Romos
- Fuam / Sam / Maam (マァム, maamu)
- Raba / Larva (ラーバ, rāba)
- Gomez (ゴメス, gomesu)
- Strangler / Stangle (スタングル, sutanguru)
- Valoria (バロリア, baroria)
- Fobster (フォブスター, fobusutā)
- Firuto / Hirth (ヒルト, hiruto)
- Ghost (ゴーストくん, gōsutokun)

#### Les chefs d'état
- Léona / Leona (レオナ, reona) : princesse de Papnica
- Flora (フローラ, furōra) : reine de Carl
- Shinana / Synana (シナナ, shinana) : roi de Romos
- Foruken / Folken / Falken (フォルケン, foruken) : roi de Teran
- Kurutemakka VII / Courtemacca VII (クルテマッカⅦ世, kurutamakka) : roi de Bengarna

Les rois de Ringaïa et Ozhame sont portés disparus.

#### Les trois sages de Papnica
- Apolo / Apollo (アポロ, aporo)
- Marine / Marin (マリン, marin)
- Eimi / Aimi (エイミ, eimi)

#### Les faux héros
- Derorin / Delolin / Dérolin (でろりん, derorin)
- Zurubon / Zurbon (ずるぼん, zurubon)
- Herohero / Hero Hero (へろへろ, herohero)
- Mazofuho / Masopho (まぞっほ, mazooho)

#### Divers
- Burasu / Blass / Brass (ブラス, burasu) : le sage incube qui a élevé Daï sur l'île Dermline
- Badaku / Bratack / Baduck (バダック, badakku) : un vieil homme combattant de Papnica, inventeur et bricoleur
- Meruru / Mélanie / Merle (メルル, meruru) : jeune femme voyante du royaume de Teran
- Nabara / Nabala / Nabara (ナバラ, nabara) : grand-mère de Merle
- Nova (ノヴァ, nova) : combattant de Ringaïa surnommé 'Héros du nord'
- Baosun / Bauson (バウスン, bausun) : général, chef d'armée de Ringaia et père de Nova
- Jank / Junk (ジャンク, janku) : père de Pop
- Stenu / Stain / Stine (スティーヌ, sutīnu) : mère de Pop
- Akim (アキーム, akīmu) : colonel du régiment blindé de Bengana

### Membres des armées de Ban

#### Les plus hauts représentants
- Ban / Le Seigneur des Démons (non nommé) / Vearn (バーン, bān)
- Myst / Ventor / Myst-Vearn (ミストバーン, misutobān)
- Kilvan / Kilvan / Kill-Vearn (キルバーン, kirubān)
- Hadora / Hadler / Hadlar (ハドラー, hadorā)

#### Les six chefs d'armée
- Hyunkel / Henki / Hyunckel (ヒュンケル, hyunkeru) : légat de la légion des Morts-Vivants
- Freeze / Santor / Flazzard (フレイザード, fureizēdo) : légat de la légion du Feu et de la Glace
- Saboera / Zaboera / Zaboera (ザボエラ, zaboera) : légat de la légion des Sorciers
- Krokodin / Crocodine / Crocodine (クロコダイン, kurokodain) : légat de la légion des Carnassiers
- Myst / Ventor / Myst-Vearn (ミスト, misuto) : légat de la légion des Ombres
- Baran / Balan / Baran (バラン, baran) : légat de la légion des Dragons

#### Les trois guerriers du dragon de Baran
- Rafaruto / Larhalt (ラーハルト, rāharuto) : chef de la division terrestre
- Garudandei / Galdandy (ガルダンディー, garudandī) : chef de la division aérienne
- Rudo / Rude (ルード, rūdo) : dragon préféré et ami de Garudandei
- Borahon / Borahorn (ボラホーン, borahon) : chef de la division marine

#### La nouvelle garde d'Hadlar
- Hym (ヒム, himu) : le pion
- Sigma (シグマ, shiguma) : le cavalier
- Fenbren (フェンブレン, fenburen) : le fou
- Blok / Block (ブロック, burokku) : la tour
- Alvinas / Albinass (アルビナス, arubinasu) : la reine

#### Divers
- Piroro (ピロロ, piroro) : le petit lutin qui accompagne partout Kill-Vearn
- Maximam / Maximum (マキシマム, makishimamu) : le Roi, gardien du Vearn-Palace
- Goroa (ゴロア, goroa) : le gardien du réacteur magique du Vearn-Palace
- Zamuza / Zamza (ザムザ, zamuza) : sorcier, fils de Zaboera

### Personnages secondaires
- Soara / Soala (ソアラ, soara) : mère de Daï
- Dino (ディーノ, dīno) : le nom donné à Daï par ses parents
- Mother Dragon (マザードラゴン, mazā doragon)
- Veruza / Velther / Welser (ヴェルザー, veruzā) : le roi des dragons de l'enfer, vaincu par Baran
- Judge / Le juge des enfers (ジャッジ, jajji)

## Manga
Dragon Quest : La Quête de Daï est écrit par Riku Sanjo et dessiné Koji Inada. Il est prépublié du 23 octobre 1989 au 9 décembre 1996 dans le magazine Weekly Shōnen Jump,, puis compilé en 37 tomes par Shūeisha. Une deuxième édition en 22 tomes est publiée entre juin 2003 et mars 2004,. Une troisième édition qui incluent des pages en couleurs est publiée à partir d'octobre 2020, au lancement de la nouvelle adaptation animée.
La première version française est publiée sous le titre Fly par l'éditeur J'ai lu en 37 volumes. Le 9 février 2007, les éditions Tonkam débute une nouvelle édition française plus soignée de l'œuvre de Riku Sanjō et Koji Inada ; l'édition de J'ai lu comportait de nombreuses erreurs de traductions (personnages, lieux, armes, attaques, etc.) et sa maquette était très approximative. Cette version est terminée depuis février 2013. Une troisième édition sous le titre The Adventure of Daï est publiée en 25 volumes par Delcourt/Tonkam depuis mars 2022.

### Liste des volumes
1. Le Précepteur des héros
2. Le duel fatidique !! Hadlar vs Avan
3. Rassemblez-vous, disciples d'Avan !!
4. L'assemblée des six légats ?!
5. L'épée foudroyante de la justice !!!
6. L'impitoyable Flazzard !
7. Les Sauveurs immortels !!!
8. Et maintenant... Fendre tout à la fois !!!
9. Les Chevaliers Dragon
10. Un combat entre père et fils
11. Le Secret de la naissance de Daï !!
12. La plus grande bataille que la Terre ait connue !!
13. Où est l'épée ultime ?!!
14. L'épouvantable Archimère
15. Le Débarquement du Kigan-Jo !!
16. L'Épée de Daï
17. La Résurrection du Dieu démon !!!
18. La Garde d'acier
19. Le choc ! La Compagnie contre la Garde
20. La Promesse faite à la lance maléfique
21. Adieu, mon fils !
22. L'Apparition du Vearn Palace !
23. Prélude à l'Apocalypse !
24. Le Cinquième Insigne !
25. J'invoque Minakatorr !
26. Intrusion bouleversante dans la base ennemie !
27. Le Combat des vrais Dragons !
28. Le Retour du grand Héros !
29. L'Apparition de l'Arme Ultime !
30. L'Adieu au combat !
31. Le Second Éveil !
32. L'Ultime Combat de Myst
33. Myst et Kill, l'Ombre et la Mort
34. L'Avènement du Nouvel Empereur du Mal !
35. Donnez-moi vos vies !
36. Comme un éclair
37. Adieu, ma Terre bien-aimée

## Anime (1991)

### Fiche technique
- Réalisation : Nobutaka Nishizawa
- Scénario : d'après Riku Sanjō
- Character design : Yasuchika Nagaoka, d'après des personnages créés par Kōji Inada (manga) et Akira Toriyama (jeu)
- Directeur artistique : Nobuto Sakamoto
- Producteurs : Hiroshi Inoue (TBS), Yoshio Takami
- Musique : Kōichi Sugiyama

### Distribution
- Toshiko Fujita (VF : Jackie Berger) : Fly (Daï)
- Keiichi Nanba (VF : Denis Laustriat) : Popp
- Aya Hisakawa (VF : Emmanuelle Pailly, Stéphanie Murat) : Princesse Leona
- Miina Tominaga (VF : Stéphanie Murat) : Sam (Mam)
- Banjou Ginga (VF : Jean-François Kopf) : Krokodin
- Hideyuki Hori (VF : Jean-Pierre Leroux) : Enneki (Hyunkel)
- Hideyuki Tanaka (VF : Jean-Pierre Leroux) : Yvan (Aban)
- Hideyuki Tanaka (VF : Bernard Tiphaine) : Le Narrateur
- Hideyuki Tanaka (VF :Jean-François Kopf ) : Thanatos (KillVearn)
- Ken Yamaguchi (VF : Jean-François Kopf) : Flazzard (Santor)
- Takeshi Aono (VF : Bernard Tiphaine) : Adler (Hadler)
- Unshō Ishizuka (VF : Bernard Tiphaine, Hubert Drac) : Baran
- Isamu Tanonaka (VF : Claude Nicot) : Blass
- Naoki Tatsuta (VF : Claude Nicot) : Zaboera
- Kinpei Azusa (VF : Henri Poirier) : Shinana
- Noriko Uemura (VF : Laurence Saquet) : Lela (Leyla)

Source pour la VF.

### Épisodes
| No | Titre français                          | Titre japonais                            | Titre japonais | Date de 1re diffusion |
| No | Titre français                          | Kanji                                     | Rōmaji | Date de 1re diffusion |
| -- | --------------------------------------- | ----------------------------------------- | --- | --------------------- |
| 1  | Fly le brave                            | オレは小さな勇者ダイ！！                  | Ore wa chīsana yūsha Dai!! (Je suis Daï, le petit héros !!)                                                                           | 17 octobre 1991       |
| 2  | Une princesse en danger                 | 死なせてたまるかレオナ姫                  | Shinasete tamaru ka Reona-hime (Ne meurs pas, princesse Léona)                                                                        | 24 octobre 1991       |
| 3  | La Victoire sur la machine infernale    | 怒れダイ!輝け竜の紋章!!                   | Ikare Dai! Kagayake Dragon no Monshō!! (Daï en colère ! Brille, emblème du dragon !!)                                                 | 31 octobre 1991       |
| 4  | Ivan                                    | 勇者の家庭教師アバン登場                  | Yūsha no Kateikyōshi Aban Tōjō (Avan, le précepteur du héros apparaît)                                                                | 7 novembre 1991       |
| 5  | La Formation intensive                  | アバン流・勇者の超特訓!!                  | Aban-ryū Yūsha no Chō-tokkun!! (Le super entrainement héroïque, le Style Avan !!)                                                     | 14 novembre 1991      |
| 6  | Derrière l'ombre, le danger             | 魔王ハドラー出現!キメろ必殺技海波斬!!     | Maō Hadorā Shutsugen! Kimero Hissatsu Waza Kaihazan!! (Hadlar, le roi des démons apparaît ! La technique secrète Kaihazan!!)          | 21 novembre 1991      |
| 7  | Le Diplôme                              | 卒業の証は仮免、決戦!!ハドラー対アバン    | Sotsugyō no Akashi wa Karimen, Kessen!! Hadorā tai Aban (La marque du diplôme est provisoire. Duel décisif : Hadlar contre Avan !!)   | 28 novembre 1991      |
| 8  | Le Sacrifice                            | アバン自己犠牲呪文に散る!?撃て・最高技!!  | Aban Megante ni chiru!? Ute Sutorasshu!! (Avan disparaît par Megante !? Strash!!)                                                     | 5 décembre 1991       |
| 9  | Adieu Dremline                          | さらばデルムリン島!大冒険への旅立ち!!     | Saraba Derumurin-tō! Daibouken e no Tabidachi!! (Au revoir à l'île Delmurin ! Le voyage vers la grande aventure !!)                   | 12 décembre 1991      |
| 10 | Le Labyrinthe des bois démoniaque       | さまよえる魔の森!獣王クロコダイン登場     | Samayoeru Ma no Mori! Jūō Kurokodain Tōjō (Perdus dans le bois démoniaque ! L'apparition de Crocodine, le roi des bêtes)              | 19 décembre 1991      |
| 11 | Sauvetage                               | うなる真空の斧!むかえ撃てアバン流刀殺法   | Unaru Shinkū no Ono! Mukaeute Aban-ryū Tōsappō                                                                                        | 9 janvier 1992        |
| 12 | Le Secret du pistolet magique           | 我らが師アバン、魔弾銃に残された思い出    | Warera ga Shi Aban, Madan Gun ni Nokosareta Omoide                                                                                    | 16 janvier 1992       |
| 13 | Zaboerra entre dans l'action            | 妖魔司教ザボエラの罠 あ!?ニセ勇者御一行様 | Yōma Shikyō Zaboera no Wana A!? Nise-Yūsha Goikkō-sama                                                                                | 23 janvier 1992       |
| 14 | L'Attaque du régiment des bêtes féroces | 百獣魔団総進撃!!ロモス王国の危機を救え!   | Hyakujū Madan Sōshingeki!! Romosu Ōkoku Kiki wo Sugue!                                                                                | 30 janvier 1992       |
| 15 | Blass attaque Fly                       | なぜ?ダイを襲うブラス!!卑劣なり妖魔司教   | Naze? Dai o osou Burasu!! Hiretsu nari Yōma Shikyō                                                                                    | 6 février 1992        |
| 16 | La Ville envahie                        | ふるい起こせポップ!ひとかけらの勇気を!!   | Furuiokose Poppu! Hitokakera no Yūki o!!                                                                                              | 13 février 1992       |
| 17 | Au nom de l'amitié                      | 奇跡を呼ぶ破邪呪文!!友情よいまここに‥‥    | Kiseki wo Yobu Haja Jumon!! Yūjō yo ima koko ni...                                                                                    | 20 février 1992       |
| 18 | La Défaite de Crocodine                 | 怒りの紋章が直撃!!ほえる獣王クロコダイン  | Ikari no Monshō ga Chokugeki!! Hoeru Jūō Kurokodain                                                                                   | 27 février 1992       |
| 19 | L'Assemblée extraordinaire              | 海を渡れダイ!魔王軍6大軍団長集結!!        | Umi o Watare Dai! Maōgun Roku Dai-gundanchō Shūgetsu!!                                                                                | 5 mars 1992           |
| 20 | La Rencontre avec Henki                 | 恐るべき敵あらわる!?魔剣戦士ヒュンケル!   | Osorubeki Teki Arawaru!? Maken Senshi Hyunkeru!                                                                                       | 12 mars 1992          |
| 21 | Le Secret de Henki                      | 父の敵はアバン!?憎しみの黒き最強剣!!      | Chichi no Kataki wa Aban!? Nikushimi no Kuroki Saikyō Ken!!                                                                           | 19 mars 1992          |
| 22 | L'Allié inespéré                        | 暗黒闘気!“闘魔傀儡掌”がダイを襲う!!       | Ankoku Tōki! "Tōma Kugutsu-shō" ga Dai o Osou!!                                                                                       | 26 mars 1992          |
| 23 | L'Entrainement                          | マァムの危機!力を合わせて稲妻を呼べ!!     | Māmu no Kiki! Chikara o awasete Inazuma o Yobe!!                                                                                      | 16 avril 1992         |
| 24 | Le Labyrinthe                           | マァムを救え!地底魔城潜入・死の迷宮!!     | Māmu o Sukue! Chitei Majō Sen'nyū Shi no Danjon!!                                                                                     | 23 avril 1992         |
| 25 | Le Testament de Spectror                | 思い出を…ありがとう…真実の父の声!!        | Omoide o... Arigatou... Shinjitsu no Chichi no Koe!!                                                                                  | 30 avril 1992         |
| 26 | Adieu Henki                             | さらば孤独の戦士ヒュンケル!!決着の魔法剣  | Saraba Kodoku no Senshi Hyunkeru!! Kecchaku no Mahouken                                                                               | 7 mai 1992            |
| 27 | Le Ballon de Papounica                  | 空から来た味方!!ダイよ急げレオナのもとへ  | Sora kara Kita Mikata!! Dai yo Isoge Reona no Moto e                                                                                  | 14 mai 1992           |
| 28 | Fly contre Santor                       | レオナはオレが守る!対決!!勇者対氷炎将軍   | Leona wa Ore ga Mamoru! Taiketsu!! Yūsha tai Hyōen Shōgun                                                                             | 21 mai 1992           |
| 29 | La Prison de glace                      | 氷炎結界!!ああ!レオナが凍れる美女に…      | Hyōen Kekkai!! Ā! Reona ga Kōreru Bijo ni...                                                                                          | 28 mai 1992           |
| 30 | Matorif le magicien                     | アバンの親友!?大魔導士マトリフの大特訓!!  | Aban no Tomo!? Dai-madōshi Matorifu no Daitokkun!!                                                                                    | 4 juin 1992           |
| 31 | Le Retour sur l'ile                     | レオナ救出作戦の始まりだ!バルジ島上陸!!   | Reona Kyūshutsu sakusen no Hajimari da! Baruji-tō Jyouriku!!                                                                          | 11 juin 1992          |
| 32 | Le Sauveur immortel                     | 宿敵ハドラー!!ポップよ勇気で立ち向かえ!!  | Shukuteki Hadorā!! Poppu yo Yūki de Tachimukae!!                                                                                      | 18 juin 1992          |
| 33 | Le Retour d'Henki                       | 戦士は復活した!!激突ヒュンケル対ハドラー  | Senshi wa Fukkatsu shita!! Gekitō Hyunkeru tai Hadorā                                                                                 | 25 juin 1992          |
| 34 | La Victoire d'Henki                     | いのちの輝き!最終闘気・グランドクルス!!   | Inochi no Kagayaki! Saishuu Touki Gurando Kurusu!!                                                                                    | 2 juillet 1992        |
| 35 | Santor et la passion de la gloire       | フレイザード勝利への執念!嵐の弾岩爆花散   | Fureizādo Shōri e no Shūnen! Arashi no Dangan Bakkazan                                                                                | 9 juillet 1992        |
| 36 | La Défaite de Santor                    | でたっ!アバン流最後の奥義・空裂斬         | Deta! Aban Ryū Saigo no Ougi Kūretsuzan                                                                                               | 16 juillet 1992       |
| 37 | En avant                                | アバンストラッシュ!!いま…すべてを斬る…    | Aban Storasshu!! Ima... Subete o kiru... (Avan Strash !! Maintenant... Detruis tous...)                                               | 23 juillet 1992       |
| 38 | La Décision de Sam                      | アバンの使徒の道…そして、マァムの決意     | Aban no Shito no Michi... Soshite, Māmu no Ketsui                                                                                     | 30 juillet 1992       |
| 39 | Au revoir Sam                           | すばらしき仲間マァムよ、また会う日まで…   | Subarashiki Nakama Māmu yo, Mata au Hi made... (Une amie formidable Maam, on se reverra bientôt...)                                   | 6 août 1992           |
| 40 | Rendez-vous à Bengana                   | ベンガーナへ買い物だ!!デパートへ行こう!   | Bengāna he Kaimono da!! Depāto e Ikou!                                                                                                | 13 août 1992          |
| 41 | L'Armée des super-dragons               | 超竜軍団上陸!ベンガーナの街を守れ!!       | Chō Ryū Gundan Jōriku! Bengāna no Machi o Mamore!!                                                                                    | 20 août 1992          |
| 42 | Visite au royaume de Teran              | 神秘の国テラン王国…伝説に眠る竜の騎士!    | Shinpi no Kuni Teran Oukoku... Densetsu ni Nemuru Doragon no Kishi!                                                                   | 27 août 1992          |
| 43 | Les Origines de Fly                     | 竜騎将バランは語る…竜の騎士の使命!        | Ryūkishō Baran wa Kataru... Doragon no Kishi no Shimei! (Baran, le général dragon se raconte... La mission des chevaliers dragon !)   | 3 septembre 1992      |
| 44 | Le Terrible combat                      | 親子の絆は悲しき運命!父と子の闘い!!       | Oyako no Kizuna wa Kanashiki Sadame! Chichi to Ko no Tatakai!! (Le lien parenté est une triste destin ! Combat entre père et fils !!) | 10 septembre 1992     |
| 45 | Question de vie ou de mort              | 最強の秘密は竜闘気!?オレ達のダイを守れ!   | Saikyō no Himitsu wa Doragonikku Ōra!? Ore-tachi no Dai o Mamore! (Le secret puissant est l'aura draconique !? Protègez Dai !)        | 17 septembre 1992     |
| 46 | La Longue route                         | ダイよ立ち上がれ!勇者の道は永遠に!        | Dai yo Tachiagare! Yūsha no Michi wa Eien ni! (Dai, relève toi ! La route du héros pour toujours !)                                   | 24 septembre 1992     |

## Anime (2020)

### Fiche technique
- Studio d'animation : Toei Animation
- Réalisation : Kazuya Karasawa
- Scénario : Katsuhiko Chiba, d'après le scénario original de Riku Sanjō (manga)
- Musique : Yūki Hayashi
- Character design : Emiko Miyamoto, d'après des personnages créés par Kōji Inada (manga) et Akira Toriyama (jeu)
- Directeur artistique : Ayaka Fujii (Studio Pablo)
- Color design : Aya Mori
- Producteurs : Hatsuo Nara (TV Tokyo), Keisuke Naitō, Tetsuto Motoyasu

### Distribution
- Atsumi Tanezaki (VFB : Audrey d'Hulstère) : Daï
- Kenichi Ogata (VFB : Michel Hinderyckx) : Brass
- Saori Hayami (VFB : Sophie Pyronnet) : Léona
- Toshiyuki Toyonaga (VFB : Maxime Van Santfoort) : Popp
- Takahiro Sakurai (VFB : Maxime Donnay) : Avan
- Tomokazu Seki (VFB : Sébastien Hébrant) : Hadlar
- Mikako Komatsu (VFB : Marie Braam) : Maam
- Tomoaki Maeno (VFB : Pierre Bodson) : Crocodine
- Yūki Kaji (VFB : Pierre Lognay) : Hyunckel
- Tooru Nara : Flazzard
- Sho Hayami : Baran
- Takehito Koyasu : (VFB : Benjamin Thomas) : Mystvearn
- Kazuhiro Yamaji : Matoriv
- Hiroyuki Yoshino : Killvearn
- Ai Furihata : Goméchan
- Takaya Hashi : Vearn

Source pour la VF.

### Épisodes
| No  | Titre français                             | Titre japonais         | Titre japonais                  | Date de 1re diffusion |
| No  | Titre français                             | Kanji                  | Rōmaji                          | Date de 1re diffusion |
| --- | ------------------------------------------ | ---------------------- | ------------------------------- | --------------------- |
| 1   | Daï, le petit héros                        | 小さな勇者、ダイ       | Chīsa na yūsha, Dai             | 3 octobre 2020        |
| 2   | Daï et la princesse Léona                  | ダイとレオナ姫         | Dai to Reona-hime               | 10 octobre 2020       |
| 3   | Le Précepteur du héros                     | 勇者の家庭教師         | Yūsha no Kateikyōshi            | 17 octobre 2020       |
| 4   | La Résurrection de Hadlar                  | 魔王ハドラーの復活     | Maō Hadorā no Fukkatsu          | 24 octobre 2020       |
| 5   | L'Insigne d'Avan                           | アバンのしるし         | Aban no Shirushi                | 31 octobre 2020       |
| 6   | Crocodine, le roi des carnassiers          | 獣王クロコダイン       | Jūō Kurokodain                  | 7 novembre 2020       |
| 7   | La Résolution de Maam                      | マァムの想い           | Māmu no omoi                    | 14 novembre 2020      |
| 8   | L'Attaque des carnassiers                  | 百獣総進撃             | Hyakujū Sōshingeki              | 21 novembre 2020      |
| 9   | Un Éclat de courage                        | ひとかけらの勇気       | Hitokakera no Yūki              | 28 novembre 2020      |
| 10  | En Route vers Papnica                      | いざパプニカ王国へ     | Iza Papunika Ōkoku e            | 5 décembre 2020       |
| 11  | Hyunckel à l'épée démoniaque               | 魔剣戦士ヒュンケル     | Maken Senshi Hyunkeru           | 12 décembre 2020      |
| 12  | Notre Superfoudre                          | ふたりのライデイン     | Futari no Raidein               | 19 décembre 2020      |
| 13  | Le Moment de vérité                        | 決着の瞬間             | Ketchaku no Toki                | 26 décembre 2020      |
| 14  | Flazzard, le commandant de feu et de glace | 氷炎将軍フレイザード   | Hyōen Shōgun Fureizādo          | 9 janvier 2021        |
| 15  | La Terrible barrière                       | 恐怖の結界呪法         | Kyōfu no Kekkai Juhō            | 16 janvier 2021       |
| 16  | L'Archimage Matoriv                        | 大魔道士マトリフ       | Dai Madōshi Matorifu            | 23 janvier 2021       |
| 17  | Le Sauveur immortel                        | 不死身の救世主         | Fujimi no Kyūseishu             | 30 janvier 2021       |
| 18  | Hyunckel contre Hadlar                     | ヒュンケル対ハドラー   | Hyunkeru Tai Hadorā             | 6 février 2021        |
| 19  | L'Ultime arcane de l'école Avan            | アバン流最後の奥義     | Aban Ryū Saigo no Ōgi           | 13 février 2021       |
| 20  | Avant de pouvoir tout trancher             | 今すべてを斬る         | Ima Subete o Kiru               | 20 février 2021       |
| 21  | La Décision de Maam                        | マァムの決意           | Māmu no Ketsui                  | 27 février 2021       |
| 22  | Faisons les magasins                       | デパートへ行こう       | Depāto e Ikō                    | 6 mars 2021           |
| 23  | Le Chevalier dragon                        | 竜の騎士               | Doragon no Kishi                | 13 mars 2021          |
| 24  | Baran, le maître chevalier dragon          | 竜騎将バラン           | Ryūki Shō Baran                 | 20 mars 2021          |
| 25  | La Terreur de l'aura draconique            | 戦慄の竜闘気           | Senritsu no Doragonikku Ōra     | 27 mars 2021          |
| 26  | L'Attaque des guerriers dragons            | 竜騎衆大接近           | Ryūki Shū Daisekkin             | 3 avril 2021          |
| 27  | Larhart, le chevaucheur des terres         | 陸戦騎ラーハルト       | Rikusenki Rāharuto              | 10 avril 2021         |
| 28  | Le Secret de Daï                           | ダイの秘密             | Dai no Himitsu                  | 17 avril 2021         |
| 29  | La Fureur de Baran                         | バランの怒り           | Baran no Ikari                  | 24 avril 2021         |
| 30  | La Détermination de Popp                   | ポップの覚悟           | Poppu no Kakugo                 | 1er mai 2021          |
| 31  | Le Père contre le fils                     | 父と子の戦い           | Chichi to Ko no Tatakai         | 8 mai 2021            |
| 32  | L'Adieu au père                            | 父との決別             | Chichi to no Ketsubetsu         | 15 mai 2021           |
| 33  | Les Calculs de Zaboéra                     | ザボエラの奇策         | Zaboera no Kisaku               | 22 mai 2021           |
| 34  | Tournoi d'arts martiaux à Romos            | ロモス武術大会         | Romosu Bujutsu Taikai           | 29 mai 2021           |
| 35  | Incident en finale                         | 決勝戦の異変           | Kesshōsen no ihen               | 5 juin 2021           |
| 36  | L'Archifiélon contre Chiu                  | 超魔生物対チウ         | Chō Ma Seibutsu tai Chiu        | 12 juin 2021          |
| 37  | Tout sur un instant                        | 一瞬にすべてを         | Isshun ni Subete o              | 19 juin 2021          |
| 38  | Le Sommet                                  | 世界会議               | Samitto                         | 3 juillet 2021        |
| 39  | Rochedémon débarque                        | 鬼岩城大上陸           | Kiganjō Dai Jōriku              | 10 juillet 2021       |
| 40  | Ténèbres, maître contre disciple.          | 闇の師弟対決           | Yami no Shitei Taiketsu         | 17 juillet 2021       |
| 41  | L'Épée suprême                             | 最強の剣               | Saikyō no Tsurugi               | 24 juillet 2021       |
| 42  | Les Mortes Terres                          | 死の大地               | Shi no Daichi                   | 31 juillet 2021       |
| 43  | Le Choc des épées titanesques              | 最強剣激突             | Saikyō Ken Gekitotsu            | 7 août 2021           |
| 44  | Le Héros disparu dans les glaces           | 氷河に消えた勇者       | Hyōga ni Kieta Dai              | 14 août 2021          |
| 45  | Le Guerrier d'orichalque                   | オリハルコンの戦士     | Oriharukon no Senshi            | 21 août 2021          |
| 46  | Le Sort d'annihilation ultime, Medroa      | 極大消滅呪文メドローア | Kyokudai Shōmetsu Jumon Medorōa | 28 août 2021          |
| 47  | En Route pour la dernière bataille         | いざ決戦の地へ         | Iza Kessen no Chi e             | 4 septembre 2021      |
| 48  | La Garde rapprochée de Hadlar              | ハドラー親衛騎団       | Hadorā Shin'ei Kidan            | 11 septembre 2021     |
| 49  | Coteries face à face                       | パーティーバトル開始   | Pātī Batoru Kaishi              | 18 septembre 2021     |
| 50  | Le Commando des carnassiers                | 我ら獣王遊撃隊         | Warera Jūō Yūgekitai            | 25 septembre 2021     |
| 51  | L'Arcane suprême de l'école d'Avan         | アバン流究極奥義       | Aban Ryū Kyūkyoku Ōgi           | 2 octobre 2021        |
| 52  | Dragons père et fils, à l'attaque          | 父子竜出陣             | Oyako Ryū Shutsujin             | 9 octobre 2021        |
| 53  | Le Défi de Hadlar                          | ハドラーの挑戦         | Hadorā no Chōsen                | 16 octobre 2021       |
| 54  | Hadlar contre Baran                        | ハドラー対バラン       | Hadorā Tai Baran                | 23 octobre 2021       |
| 55  | Le Cœur noir                               | 黒の核晶               | Kuro no Koa                     | 30 octobre 2021       |
| 56  | Volonté transmise                          | 受け継がれる心         | Uketsugareru Kokoro             | 6 novembre 2021       |
| 57  | Le Dieu du monde des ténèbres              | 魔界の神               | Makai no Kami                   | 13 novembre 2021      |
| 58  | Un Sauveteur inattendu                     | 意外な救世主           | Igai na Kyūseishu               | 20 novembre 2021      |
| 59  | Les Survivants                             | 生存者たち             | Seizonsha-tachi                 | 27 novembre 2021      |
| 60  | Daï et Popp                                | ダイとポップ           | Dai to Poppu                    | 4 décembre 2021       |
| 61  | Avan le héros                              | 勇者アバン             | Yūsha Aban                      | 11 décembre 2021      |
| 62  | La Grotte de la purification               | 破邪の洞窟             | Haja no Dōkutsu                 | 18 décembre 2021      |
| 63  | Héritage sacré                             | 聖なる継承             | Seinaru Keishō                  | 25 décembre 2021      |
| 64  | La Veille du combat                        | 決戦前夜               | Kessen Zen'ya                   | 8 janvier 2022        |
| 65  | Hyunckel dans les ténèbres                 | 暗黒のヒュンケル       | Ankoku no Hyunkeru              | 15 janvier 2022       |
| 66  | La Lumière aux cinq couleurs               | 五色の光               | Goshiki no Hikari               | 22 janvier 2022       |
| 67  | Le haut sort de purification menacé        | 大破邪呪文の危機       | Minakatōru no Kiki              | 29 janvier 2022       |
| 68  | L'Ultime défi                              | 最後の挑戦             | Saigo no Chōsen                 | 5 février 2022        |
| 69  | Conflit au nom de l'amour                  | 愛の超激突             | Ai no Chō Gekitotsu             | 12 février 2022       |
| 70  | La Victoire ou l'annihilation              | 勝利か消滅か           | Shōri ka Shōmetsu ka            | 19 février 2022       |
| 71  | Le Duel des vrais dragons                  | 真竜の闘い             | Shinryū no Tatakai              | 26 février 2022       |
| 72  | Le Dernier coup porté                      | 最後の一太刀           | Saigo no Hitotachi              | 5 mars 2022           |
| 73  | L'Espoir au milieu des flammes             | 炎の中の希望           | Honō no Naka no Kibō            | 16 avril 2022         |
| 74  | Le Retour du grand héros                   | 大勇者の復活           | Dai Yūsha no Fukkatsu           | 23 avril 2022         |
| 75  | Les Arcanes de purification                | 破邪の秘法             | Haja no Hihō                    | 30 avril 2022         |
| 76  | La Justice va de l'avant                   | 正義の快進撃           | Seigi no Kaishingeki            | 7 mai 2022            |
| 77  | L'Autre héros                              | もうひとりの勇者       | Mō Hitori no Yūsha              | 14 mai 2022           |
| 78  | Le Survivant de l'enfer                    | 地獄からの生還者       | Jigoku Kara no Seikansha        | 21 mai 2022           |
| 79  | Hym aux cheveux d'argent                   | 銀髪のヒム             | Ginpatsu no Himu                | 28 mai 2022           |
| 80  | Échec et mat                               | チェックメイト         | Chekkumeito                     | 4 juin 2022           |
| 81  | Duel au jardin d'albâtre                   | ホワイトガーデンの決闘 | Howaito Gāden no Kettō          | 11 juin 2022          |
| 82  | L'Héritière de la justice                  | 正義の後継者           | Seigi no Kōkeisha               | 18 juin 2022          |
| 83  | Les Dernières volontés de Baran            | バランの遺言           | Baran no Yuigon                 | 25 juin 2022          |
| 84  | Que se dresse le chevalier du destin       | 起て、宿命の騎士       | Tate, Shukumei no Kishi         | 2 juillet 2022        |
| 85  | L'Empereur du mal, Vearn                   | 大魔王バーン           | Daimaō Bān                      | 9 juillet 2022        |
| 86  | Le Piège de Killvearn                      | キルバーンの罠         | Kirubān no Wana                 | 16 juillet 2022       |
| 87  | Attaque décisive                           | 勝負をかけた攻撃       | Shōbu wo Kaketa Kōgeki          | 23 juillet 2022       |
| 88  | La Robe des ténèbres                       | 闇の衣                 | Yami no Koromo                  | 30 juillet 2022       |
| 89  | L'Arcane de gel du temps                   | 凍れる時間の秘法       | Kōreru toki no Hihō             | 6 août 2022           |
| 90  | Myst et Kill                               | 影と死神               | Misuto to Kiru                  | 13 août 2022          |
| 91  | La Vérité sur Vearn                        | バーンの真実           | Bān no Shinjitsu                | 20 août 2022          |
| 92  | La Garde démoniaque du ciel et de la terre | 天地魔闘の構え         | Tenchimatō no Kamae             | 27 août 2022          |
| 93  | Les joyaux des iris                        | 瞳の宝玉               | Hitomi no Hōgyoku               | 3 septembre 2022      |
| 94  | Au nom de nos liens                        | 絆にかけて             | Kizuna ni Kakete                | 10 septembre 2022     |
| 95  | Ultime renversement                        | 最大最後の逆転         | Saidai saigo no gyakuten        | 17 septembre 2022     |
| 96  | Comme un éclair                            | 閃光のように           | Senkō no yō ni                  | 24 septembre 2022     |
| 97  | La larme des dieux                         | 神の涙                 | Kami no Namida                  | 1er octobre 2022      |
| 98  | La décision de Daï                         | ダイの決断             | Dai no Ketsudan                 | 8 octobre 2022        |
| 99  | S'emparer de la victoire                   | この腕で勝利を         | Kono ude de shōri wo            | 15 octobre 2022       |
| 100 | Adieu, surface que j'ai tant aimée         | さらば！愛する地上よ   | Saraba! Ai suru Chijō yo        | 22 octobre 2022       |

## Jeux vidéo
Lors du live "Dragon Quest Celebration Day" du 27 mai 2020, trois jeux sont annoncés : un jeu de cartes sur bornes d'arcade (Dragon Quest: Dai no Daibôken - Xross Blade), un jeu free-to-play sur smartphones (Dragon Quest: The Adventure of Dai - A Hero's Bonds) et un action-RPG sur consoles (Infinity Strash - Dragon Quest: The Adventure of Dai).

### Annotations
1. ↑  La diffusion de l'épisode 73 était à l'origine prévue pour le 12 mars 2022 mais a été reportée en raison d'un piratage des systèmes de la Toei Animation[13].